# ماكسين ألين
ماكسين ألين (بالإنجليزية: Maxine Allen)‏ هي لاعبة البولنغ ‏ أمريكية، ولدت في 7 نوفمبر 1913، وتوفيت في 16 سبتمبر 1995.